# Ludwig Siebert
Pour les articles homonymes, voir Siebert.
Ludwig Siebert, né le 17 octobre 1874 et mort le 1er novembre 1942, est un homme politique allemand du Troisième Reich. Membre du NSDAP.

## Biographie
Ludwig Siebert a un frère Major-général d'infanterie Friedrich Siebert (1888–1950). Siebert est né à Ludwigshafen dans la région bavaroise de l'époque du district du Palatinat en 1874. Il a étudié le droit et devient fonctionnaire dans le royaume de Bavière. Il devient procureur à Neustadt an der Weinstraße, puis à Fürth. Il devient le maire de Rothenburg ob der Tauber de 1908 à 1919. En 1919, il devint maire de Lindau. En 1931, il rejoint le parti national-socialiste.
Il devient premier ministre de Bavière en 1933 avec la prise de pouvoir nazie en Allemagne. Comme premier ministre de Bavière, il n'a pas le pouvoir et l'autorité de ses prédécesseurs dans la République de Weimar.
Il est le 8e ministre-président de Bavière de 1933 à 1942.